# Оллред, Глория
Глория Рэйчел Оллред (урожденная Блум; родилась 3 июля 1941 года) — американский адвокат, известный своими громкими и часто неоднозначными делами, особенно связанными с защитой прав женщин. Она была включена в Национальный зал славы женщин.

## Биография
Глория Рейчел Блум родилась в Филадельфии в еврейской семье рабочего класса 3 июля 1941 года. Ее отец, Моррис, работал продавцом; мать, Стелла, уроженка Великобритании, вела домашнее хозяйство.
После окончания средней школы для девочек в Филадельфии Глория Блум училась в Пенсильванском университете, где встретила своего первого мужа, Пейтона Хаддлстона Брея-младшего. 20 сентября 1961 года у пары родился единственный ребенок, Лиза Блум, и вскоре после этого они развелись. Лиза Блум также является адвокатом и наиболее известна как бывшая ведущая телевидения.
Глория Блум переехала обратно к родителям и продолжила получать образование. В 1963 году она получила степень бакалавра по английскому языку, окончив университет с отличием. Несмотря на серьезные возражения своего профессора, она написала дипломную работу о чернокожих писателях. Г. Блум работала по нескольким специальностям, прежде чем решила стать учителем и устроилась в среднюю школу Бенджамина Франклина. Она начала работать над получением степени магистра в Нью-Йоркском университете, где заинтересовалась движением за гражданские права. Получив степень магистра, Глория Блум стала учителем и в 1966 году переехала в Лос-Анджелес, где жила в Уоттсе. Она работала в Ассоциации учителей Лос-Анджелеса и преподавала в средней школе Джордан и средней школе Фримонт.
В своей автобиографии она описывает, как во время отпуска в Акапулько в 1966 году ее изнасиловали под дулом пистолета. Она обнаружила, что беременна, и сделала аборт. В то время аборты были запрещены, поэтому Оллред сделала аборт подпольно. После процедуры у нее произошло внутреннее кровотечение и ее госпитализировали в больницу. По ее словам, она не заявила об изнасиловании, потому что не думала, что кто-то ей поверит.
В 1968 году она вышла замуж за Уильяма Оллреда. Она поступила на юридический факультет Юго-Западного университета, а затем перевелась на юридический факультет Университета Лойола Мэримаунт в Лос-Анджелесе. Оллред окончила его и была принята в коллегию адвокатов штата Калифорния в 1975 году. Оллред развелась с мужем в 1987 году, оставив его фамилию.

## Карьера

### Адвокат
За свою карьеру адвоката, которая длится уже четыре десятилетия, Оллред представляла интересы самых разных клиентов в исках о защите гражданских прав, связанных с сексуальными домогательствами, правами женщин, незаконным увольнением и дискриминацией при приеме на работу. The New Republic назвал ее «давним мастером пресс-конференции». Она часто берется за громкие дела, используя для этого пресс-конференции и выступления на телевидении. Оллред представляла интересы многих клиентов в исках против знаменитостей, в том числе против барабанщика Mötley Crüe Томми Ли, Арнольда Шварценеггера, Хермана Кейна, Дэвида Борианаза, Скотта Ли Коэна, Энтони Винера, Саши Барона Коэна, Эсая Моралеса, и Ар Келли.

### 1970-е и 1980-е годы
Оллред основала фирму Allred, Maroko, & Goldberg вместе с выпускниками Лойолы Майклом Мароко и Натаном Голдбергом в январе 1976 года. В 1979 году Оллред представляла интересы семи детей и их родителей в судебном процессе против сети аптек Sav-On, чтобы предотвратить размещение отдельных секций для игрушек мальчиков и девочек. В 1981 году, когда сенатор штата Калифорния Джон Г. Шмитц председательствовал на слушаниях о запрете абортов, Оллред подарила ему пояс целомудрия. В ответ Шмитц опубликовал пресс-релиз, в котором назвал ее «ловкой адвокатшей». Она подала на него в суд за клевету и в итоге добилась урегулирования спора на сумму 20 000 долларов и извинений.
В 1985 году Оллред вместе с Катариной Маккиннон разработала версию постановления о гражданских правах против порнографии для округа Лос-Анджелес. Законодательство не прошло через Совет надзорных органов округа Лос-Анджелес. В 1987 году Оллред обратилась в суд на тогда еще полностью мужской Friars Club of Beverly Hills, эксклюзивный частный клуб, по поводу его политики дискриминации членов. Friars Club в конечном итоге разрешил Оллред и еще пяти женщинам пользоваться медицинскими услугами клуба, после того как Оллред продемонстрировала первые навыки эффективного использования СМИ.